# Droga krajowa B422 (Niemcy)
Droga krajowa 422 (niem. Bundesstraße 422) – niemiecka droga krajowa przebiegająca na osi wschód - zachód i łączy B51 w Helenenbergu z B52 i B53 w Kenn. Fragment wschodni łączy B269 koło Allenbach z B41 w Idar-Oberstein w Nadrenii-Palatynacie.